# Концерт у яйці
Концерт у яйці (нід. Zangers en musici in een ei) — картина, яка раніше вважалась копією із втраченого оригіналу Ієроніма Босха ; нині визнана роботою послідовника, заснованою на одному з малюнків Босха. З 1890 року знаходиться в колекції Палацу образотворчих мистецтв у місті Ліллі . Нідерландську назву дано в ході підготовки до виставки 2008 року у Музеї Північного Брабанта (Гертогенбос).

## Історія створення
Як зауважив німецький історик мистецтв Макс Фрідлендер, одна деталь говорить про те, що це робота послідовника Босха. Якщо звернути увагу на розгорнуту книгу, то можна побачити, що це ноти і текст пісні композитора Томаса Крекийона (помер 1557 року) під назвою "Toutes les nuits que sans vous je me couche pensant à vous " («Щоночі, коли я сплю без Вас, думаючи про Вас»), написаної в 1549 році, а виданої тільки в 1561 році — через 45 років після смерті Босха.

## Сюжет картини
З нереально великого яйця проростають два дерева. На дереві ліворуч кошик з фруктами і птахи, а на всохлому дереві праворуч висить змія — все це посилання до садів Едему. З розколотого яйця перед поглядом глядачів постають різного роду персонажі: кардинал, черниці, аристократи, простаки, жебраки і навіть мавпа, яка грає на музичному інструменті.

## Варіанти
Існують принаймні три інші версії твору. Одна з таких картин, що знаходиться в приватній колекції у Парижі (раніше колекція Барона де Монтальба, Сенліс), можливо, була намальована Гілісом Панхеделем, який працював у майстерні Босха. Друга — в колишній колекції графа Р. Бальні д'Аврікура в Парижі. Третя картина, що знаходиться в приватній колекції у Базелі, містить напис готичними літерами «Jheronimus bosch inven [it]» (Ієронім Босх придумав це). За словами історика мистецтва Макса Фрідлендера, найкраща копія цієї групи співаків і музикантів у яйці знаходиться в Музеї образотворчих мистецтв у Ліллі.